# Walterianella gardeniae
Walterianella gardeniae es una especie de insecto coleóptero de la familia Chrysomelidae. Fue descrita en 1997 por Bechyne.